# Carlos Cabezas
Carlos Eduardo Cabezas Jurado (* 14. November 1980 in Málaga) ist ein spanischer Basketballspieler. Er spielt auf der Position des Point Guards.

## Laufbahn

### Regional
Carlos Cabezas begann seine Laufbahn in der Jugend von Unicaja Málaga. Von 1998 bis 2000 spielte er für die B-Mannschaft der Andalusier. Sein Ligadebüt in der ersten Mannschaft feierte er am 13. Februar 2000 gegen den FC Barcelona. In derselben Saison spielte er ab April leihweise in der LEB, der zweiten spanischen División, für Círculo Badajoz. Ab der Saison 2000/01 ging er endgültig in den ersten Kader von Unicaja Málaga über. Mit seinem Verein konnte der talentierte Point Guard zahlreiche Erfolge feiern. Bereits in seiner ersten Saison gelang durch einen Finalsieg gegen KK Hemofarm der Gewinn im Korać-Cup. In der Saison 2004/05 schlug er mit seinem Team im Finale um den spanischen Pokal Real Madrid mit 80:76, für Málaga war dies der erste nationale Titel der Vereinsgeschichte. In der folgenden Saison gelang ein weiterer Erfolg, Unicaja gewann die spanische Meisterschaft durch ein 3:0 in Final-Playoff gegen TAU Vitoria. In der Saison 2006/07 zog sein Team ins Final Four der EuroLeague ein und beendete den bedeutendsten europäischen Vereinswettbewerb auf dem dritten Platz. Im Sommer 2009 wechselte Cabezas zusammen mit seinem ehemaligen Coach Sergio Scariolo und seinem Nationalmannschaftskollegen Raül López zum russischen Erstligisten BK Chimki. Nach nur einer Saison kehrte er in seine Heimat zurück und unterschrieb für CAI Zaragoza.

### Nationalmannschaft
Cabezas gewann als Junior, an der Seite von späteren Stars wie Pau Gasol, Juan Carlos Navarro, José Calderón, Felipe Reyes oder Raül López, mit Spanien die U-18-Europameisterschaft 1998, das Albert-Schweitzer-Turnier 1998 sowie die Junioren-Weltmeisterschaft 1999. Mit der U-20 holte er 2000 die Bronzemedaille. In der A-Nationalmannschaft feierte er sein Debüt am 21. November 2001 gegen Rumänien in einem Qualifikationsspiel für die Basketball-Europameisterschaft 2003. Bei der WM 2006 holte er mit dem Nationalteam den ersten Weltmeistertitel der Geschichte für Spanien. Bei der EM 2007 erreichte er das Finale, wo die Mannschaft den Russen mit 59:60 unterlag. Bei der EM 2009 gelang Cabezas mit Spanien ein weiterer Titelerfolg.

## Erfolge
Verein
- Korać-Cup: 2000/01
- Spanischer Pokal: 2004/05
- Spanische Meisterschaft: 2005/06

 Nationalmannschaft 
- U-18-Europameisterschaft 1998: Gold
- Albert-Schweitzer-Turnier 1998: Gold
- Junioren-Weltmeisterschaft 1999: Gold
- U-20-Europameisterschaft 2000: Bronze
- Basketball-Weltmeisterschaft 2006: Gold
- Basketball-Europameisterschaft 2007: Silber
- Basketball-Europameisterschaft 2009: Gold